# Moerbeke (Frankrijk)
Moerbeke (Frans: Morbecque) is een Franse gemeente in de Franse Westhoek, in het Franse Noorderdepartement (Frans: département du Nord). De gemeente ligt in Frans-Vlaanderen op de grens van het Houtland en het Leiedal. Zij grenst aan de gemeenten Hazebroek, Borre, Oud-Berkijn, Meregem, Haverskerke, Steenbeke, Blaringem, Zerkel en Waalskappel. De gemeente telde op 1 januari 2022 2.538 inwoners.
Het grootste gedeelte van het grondgebied wordt in beslag genomen door het Niepebos en daarmee is Moerbeke de bosrijkste gemeente van het departement, met 2.300 hectaren bos. In de gemeente liggen nog een aantal gehuchtjes, zoals Le Grand Hasard, Préavin, Le Parc en het dorpje De Walle (Frans: La Motte-au-Bois), dat midden in het uitgestrekte Niepebos ligt.

## Geschiedenis
Moerbeke werd voor het eerst vermeld in 1127 als Morbeika (Moer = moeras; beika = beek).
Moerbeke hing lange tijd af van de heren van Sint-Omaars die later heren van Moerbeke zouden worden. In die tijd stonden er twee kastelen op het grondgebied van het huidige Moerbeke: het "Kasteel van De Walle" van de graven van Vlaanderen en het "Kasteel van Moerbeke" zelf van de heren van Moerbeke. Laatstgenoemde kasteel werd in 1328 belegerd door koning Filips IV van Frankrijk in de context van de Opstand van Kust-Vlaanderen. Na acht dagen belegering, gaven zij zich over en werd het kasteel ontmanteld. Hierbij werden de heer Willem van Sint-Omaars Moerbeke en heel zijn familie vermoord behalve zijn jongste zoon Denis die gespaard bleef. Deze Denis van Moerbeke volgde hem later, in 1356, op in de context van de Honderdjarige Oorlog in dienst van de toenmalige Engelse troonopvolger Edward van Woodstock (bijgenaamd "De Zwarte Prins"). Denis deed mee aan diens plundertocht door Frankrijk en nam uiteindelijk tijdens de Slag bij Poitiers de Franse koning Jan II van Frankrijk gevangen.
In 1619 werd Moerbeke opgewaardeerd tot graafschap en daarna in 1629 tot markgraafschap van de Spaanse Nederlanden totdat het gebied samen met de overgave van Sint-Omaars in 1677 overging naar Frankrijk. Op het einde van de achttiende eeuw werd het grondgebied van De Walle officieel bij de gemeente Moerbeke gevoegd.
In het Bois des Huit-Rues aan de grens met Waalskappel staan er de overblijfselen van een Duitse militaire basis om V1-raketten te lanceren, die werd gebouwd vanaf het jaar 1943. Naast enige bunkers zijn er ook nog twee lanceerplatformen te zien die gericht staan op Engeland om V1's af te schieten. De basis werd echter nooit in gebruik genomen.

## Geografie
De oppervlakte van Moerbeke bedroeg op 1 januari 2022 44,34 vierkante kilometer; de bevolkingsdichtheid was toen 57,2 inwoners per km².

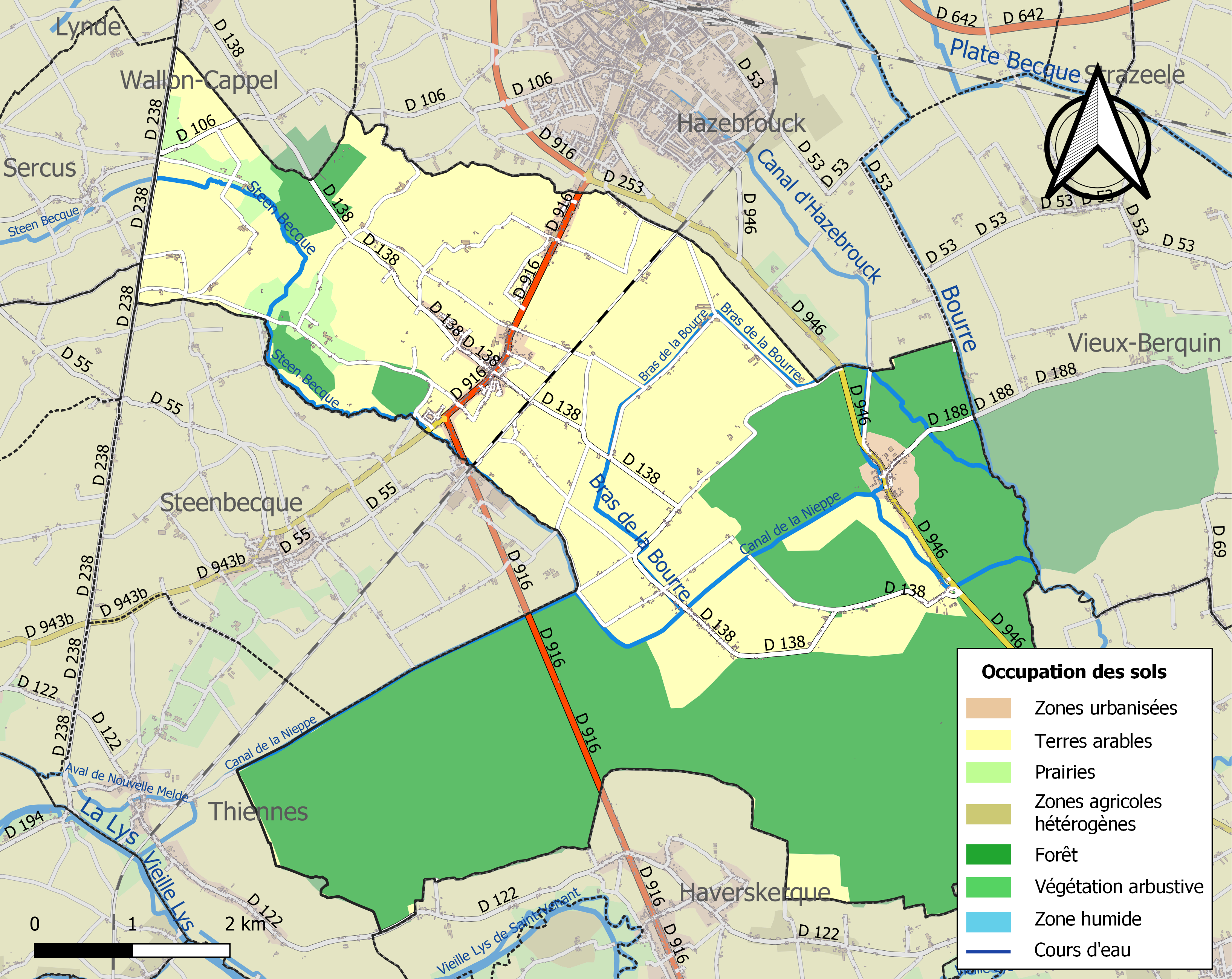
Kaart van de gemeente met belangrijkste infrastructuur, bodemgebruik en omliggende gemeenten

## Bezienswaardigheden

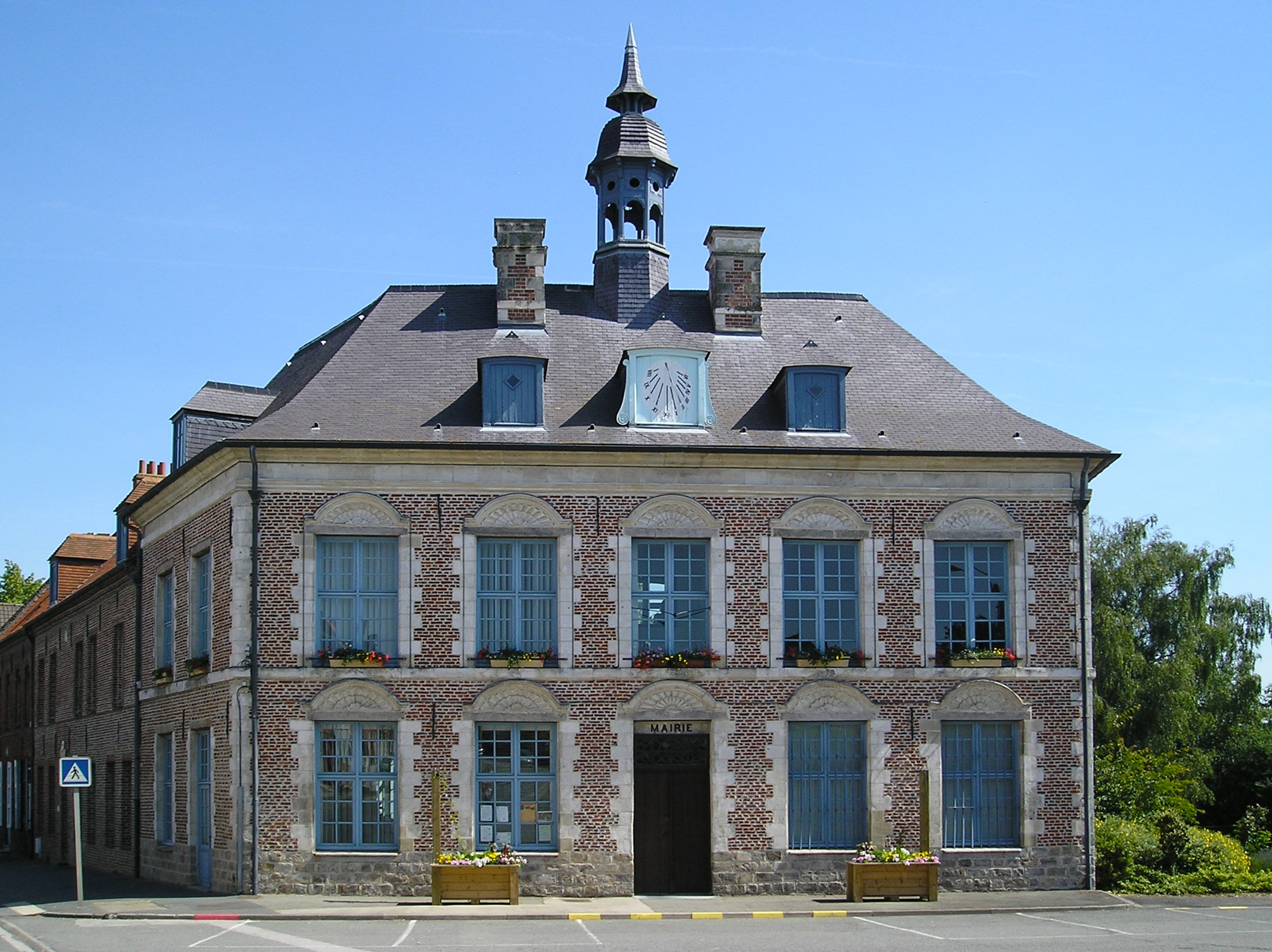
Gemeentehuis van Moerbeke

- De Sint-Firminuskerk (Église Saint-Firmin)
- De Sint-Firminusput, waarvan het water wordt gebruikt tegen zweren, reuma en krampen.
- Het gemeentehuis, ingeschreven als monument historique, van de 17e eeuw.
- In de gemeente liggen verschillende Britse militaire begraafplaatsen uit Eerste Wereldoorlog:
  - Morbecque British Cemetery
  - Le Grand Hasard Military Cemetery
  - Ook op het civiele Kerkhof van Moerbeke bevinden zich twee Britse oorlogsgraven

## Natuur en landschap
Moerbeke ligt op een hoogte van 15-69 meter. De plaats zelf ligt op 34 meter hoogte. De gemeente wordt doorstroomd door de Grande Steenbecque (Grote Steenbeek) die vanuit het noorden in zuidelijke richting naar de vallei van de Leie vloeit.

## Demografie
Onderstaande figuur toont het verloop van het inwonertal (bron: INSEE-tellingen).

## Verkeer en vervoer
Het Station Steenbecque bevindt zich weliswaar op het grondgebied van Steenbeke, maar ligt wel vlak bij het centrum van Moerbeke.

## Nabijgelegen kernen
Steenbeke, La Motte-au-Bois, Wallon-Cappel, Hazebroek, Sercus